# Biegienie
Biegienie (biał. Бягені; ros. Бегени) – wieś na Białorusi, w obwodzie grodzieńskim, w rejonie wołkowyskim, w sielsowiecie Szydłowicze.
Pod koniec XIX wieku opisywanie jako wieś, chutor i majątek ziemski, nazywane także Bieheń. W dwudziestoleciu międzywojennym wyróżniano dwie wsie: Biegienie Wielkie i Małe oraz dwa folwarki: Biegienie I i Biegnienie II. Leżały one w Polsce, w województwie białostockim, w powiecie wołkowyskim, do 30 grudnia 1922 w gminie Mścibów, następnie w gminie Szydłowicze.